# Pipilotti Rist
Pour les articles homonymes, voir Rist.
Elisabeth Charlotte Rist, dite Pipilotti Rist, est une plasticienne, productrice et réalisatrice de vidéos suisse, née le 21 juin 1962 à Grabs ou Buchs.

## Biographie

### Origines et famille
Elisabeth Charlotte Rist naît le 21 juin 1962 à Grabs ou à Buchs, dans le canton de Saint-Gall. Elle est originaire d'Altstätten, dans le même canton.
Son père est Walter Rist ; sa mère est née Anna Lippuner. Elle a trois sœurs et un frère cadet, Tom Rist, dirigeant du Helsinki Klub (de) à Zurich.

### Études
Après avoir obtenu sa maturité, elle fait des études artistiques dans l'illustration et la photographie à la Haute École d'arts appliqués de Vienne. Elle suit la classe de création audiovisuelle à l'École de design de Bâle. 

### Parcours professionnel et artistique
De 1988 à 1994, elle est membre du groupe de musique Les Reines prochaines. En quelques années elle maîtrise les images et elle les travaille avec sa table de montage et son ordinateur. Elle incorpore dans ses vidéos des effets cinématographiques. Elle met à profit les « défauts » de l'image et utilise le brouillage, le flou, les renversements (l'image peut se retrouver inversée ou sur le côté comme dans l'une de ses vidéos où le spectateur est invité à se coucher pour la regarder), le rythme, les plans rapides, les couleurs, les sons et la musique. De 1990 à 2001, elle travaille dans la vidéo et les installations vidéos à Zurich. Elle est la première directrice artistique de l'Exposition nationale suisse de 2002 (Expo.02).

### En dates
- 1982-1986 Étude artistique d'illustration et photographie à l'Université des arts appliqués de Vienne (Autriche)
- Graphiste pour ordinateur dans la pharmacie
- 1986-1988 Suit la classe de création audiovisuelle à « Schule für Gestaltung », Bâle
- Depuis 1984 travail avec des « Performances » et de la 
  - cofondatrice de l'orchestre féminin « Les Reines Prochaines » ;
- Depuis 1988 art vidéo et installation vidéos
- En 1998, elle fait partie des finalistes du Prix Hugo Boss d'art contemporain
- 1997-1999 Directrice artistique de l'Exposition nationale suisse de 2002 (Expo.02)

## Installations vidéo
En 1997, elle est nommée directrice artistique de l'Exposition nationale suisse de 2002 (« Schweizer Expo »), poste dont elle démissionne l'année suivante.
Elle décrit le propos de ses films manipulés à l'ordinateur comme « de considérer, sous plusieurs angles, ce qui fait la différence entre les sexes, car je suis persuadée que la manière dont chaque être humain vit son identité sexuelle détermine l'évolution de la subjectivité de l'individu et constitue la base de son comportement social et politique. »[réf. nécessaire]
Dans ses œuvres, elle aborde la question de l'identité[réf. nécessaire]. Elle filme et  met en scène le corps féminin (le sien). Elle questionne aussi les attributions sociales traditionnelles de corps et de l'identité et remonte jusqu'à l'enfance d'une petite fille.
Les enchaînements d'images ne présentent pas de structure narrative (avec un début et une fin qualifiés) : prises de vue sous-marines avec plans de végétaux, pieds nus dans un parterre de fleurs jaunes ou de corps de femmes nus parés de strass dans un fouillis d'herbes.
Pipilotti Rist attache aussi beaucoup d'importance à l'installation. Selon elle, une installation n'est pas une simple organisation de l'espace[réf. nécessaire].

## Expositions
- Art & tram, 18 janvier - 12 mars 2017, Pont de la Machine, SIG Quartier libre, Genève
- Pipilotti Rist : Pixel Forest, 26 octobre 2016 - 8 janvier 2017, New York, New Museum
- Pipilotti Rist : your saliva is my diving suit in the ocean of pain, 26 février au 8 mai 2016, Kunsthaus Zürich
- Triennale 2017 Valais/Wallis, 26 août - 8 octobre 2010
- 9e Biennale de l'image en mouvement, Centre pour l'Image Contemporaine, 2-10 novembre 2001, Saint-Gervais, Genève

## Sélection d’œuvres

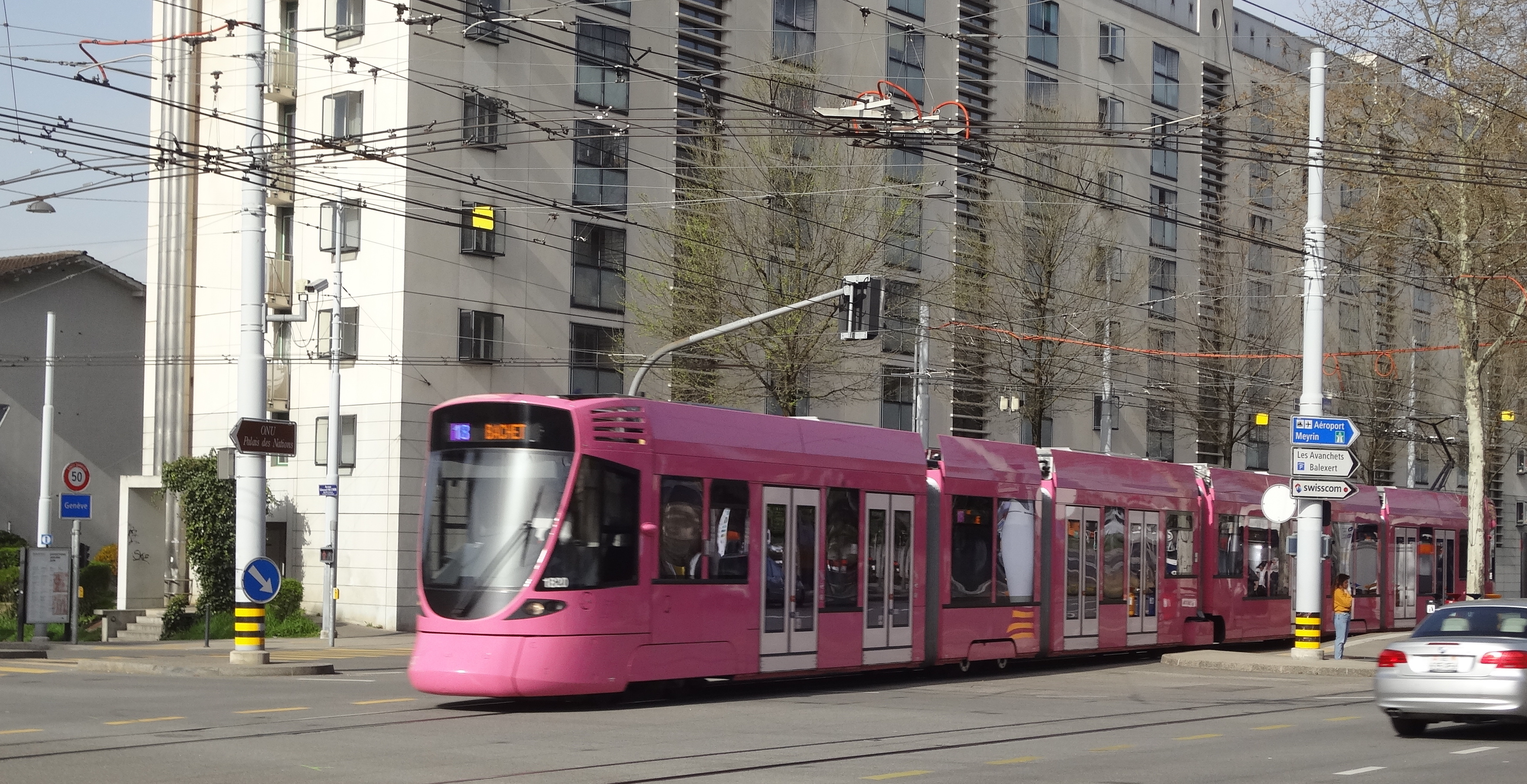
Le tramway Monochrome Rose.

- Eindrücke verdauen (Digérer les impressions) (1992) : installation avec un maillot de bain féminin d'une seule pièce suspendu à deux crochets fixés au plafond, à l'intérieur duquel est placé un moniteur rond qui diffuse sur le ventre-écran l'avancée de la caméra dans le tube digestif.
- Das Zimmer (la chambre, 1994) : un salon surdimensionné a été créé par l'artiste avec un fauteuil gigantesque ou le visiteur doit grimper dessus comme dans Alice au pays des merveilles, pour choisir et visionner une vidéo projetée sur un écran de taille normale
- I've Only Got Eyes for You (Pin Down Jump Up Girl) (Ich habe nur Augen für dich, 1996), 210 × 280 × 40 mm, Image 3-D couleur (reproduction photographique couleur sous film) montée sur support plastique et ventouse au verso (à fixer sur le téléviseur éteint), Cabinet d'arts graphiques des Musées d'art et d'histoire de Genève, don anonyme
- Closet circuit (2000) : Une caméra à infrarouge, placée sous une cuvette de WC transparente, dont l'image est affichée sur un écran plasma.
- I'm a victim of this song
- I'm not the girl who misses much
- You called me Jacky
- Open my glade (Flatten) (2000) : traite du thème du maquillage ou du démaquillage, en se frottant le visage sur une vitre en verre. Le maquillage s’étale de partout et le visage se déforme. Le film composé de seize parties a été montré par séquences d’une minute pendant six semaines seize fois par jour toutes les heures sur un écran géant sur Times Square à New York et est une commande de l'initiative "Messages to the Public program", existant depuis 1980.
- Apricots along the street (2001), 230 × 170 × 23 mm, volume broché, non paginé, impression offset en quadrichromie ; couverture à rabats ; accompagné d'un leporello à 3 volets avec stickers autocollants et d'un feuillet de papier miroir, Cabinet d'arts graphiques des Musées d'art et d'histoire de Genève, don anonyme par l'intermédiaire du Cercle des estampes
- Die Hilfe / The Help (2004) - Édition anniversaire pour les 20 ans de Parkett, 2004, feuille: 1800 x 900 mm (env.), 7 épingles à tête blanche jointes pour fixer la représentation au mur, sur une chaise ou une table Impression jet d'encre en quadrichromie sur tissu découpé, Cabinet d'arts graphiques des Musées d'art et d'histoire de Genève
- Homo sapiens sapiens (2005) - Gry Bay site
- Pepperminta (2009)
- Monochrome Rose (2016) : La rame de tramway Stadler Tango no 1820 des Transports publics genevois (TPG) est entièrement habillée de rose (sauf les portes, restées blanches), aussi bien à l'extérieur qu'à l'intérieur.